# NGC 7805
NGC 7805 is een lensvormig sterrenstelsel in het sterrenbeeld Pegasus. Het hemelobject werd op 9 oktober 1790 ontdekt door de Duits-Britse astronoom William Herschel.

## Synoniemen
- UGC 12908
- KCPG 602A
- MCG 5-1-24
- KUG 2358+311
- ZWG 498.64
- Arp 112
- ZWG 499.36
- MK 333
- VV 226
- PGC 109